# بال لاكاتوس
بال لاكاتوس (بالمجرية: Lakatos Pál)‏ (مواليد 7 يونيو 1968) هو ملاكم مجري، مثّل بلاده في الألعاب الأولمبية الصيفية في دورتي 1992 و2000.

## روابط خارجية
بال لاكاتوس على موقع بوكس ريك (الإنجليزية) (registration required)
- بال لاكاتوس على موقع أوليمبيديا (الإنجليزية)
- بال لاكاتوس على موقع اللجنة الأولمبية المجرية (الهنغارية)